# Хав'єр Муньйос
Хав'єр Давід Муньйос Мустафа (ісп. Javier David Muñóz Mustafá, нар. 11 червня 1980, Фірмат) — аргентинський футболіст, що грав на позиції захисника, зокрема за мексиканські «Атланте» та «Пачука».

## Ігрова кар'єра
У дорослому футболі дебютував 2001 року виступами за команду «Росаріо Сентраль», в якій провів один сезон, взявши участь у 18 матчах чемпіонату. 
2002 року перебрався до Іспанії, де став гравцем «Тенерифе». Того ж року став гравцем клубу «Реал Вальядолід», в якому також не закріпився і протягом 2003–2004 років грав за «Леганес». 2004 року повернувся на батьківщину, де захищав кольори  «Індепендьєнте» (Авельянеда).
З 2005 року грав у Мексиці, уклавши контракт із клубом «Сантос Лагуна». Своєю грою за цю команду привернув увагу представників тренерського штабу «Атланте», до складу якого приєднався 2006 року. Відіграв за нього наступні три сезони своєї ігрової кар'єри. Більшість часу, проведеного у складі «Атланте», був основним гравцем захисту команди.
2009 року уклав контракт з «Пачукою», у складі якого провів наступні три роки своєї кар'єри гравця.  Граючи у складі «Пачуки» також здебільшого виходив на поле в основному складі команди.
Протягом 2012—2013 років захищав кольори клубів «Леон» та «Сан-Луїс», а завершив ігрову кар'єру у команді «Чьяпас», за яку виступав протягом 2013—2016 років.

## Титули і досягнення
- Чемпіон Мексики: 2007